# Полководцы и герои Отечественной войны 1812 года
Полководцы и герои Отечественной войны 1812 года — серия памятных монет Центрального банка Российской Федерации.

## История выпуска
Серия является частью выпуска: 200-летие победы России в Отечественной войне 1812 года. Историческая серия посвящена юбилею победы в Русско-Французской войне. В серии 16 монет достоинством 2 рубля каждая.

## О монетах
Весь тираж монет отчеканен в один день — 1 августа 2012 года. Номинал всех монет серии — 2 рубля, аверс по оформления схож с 2 рублёвыми монетами серии 55-я годовщина Победы в Великой Отечественной войне. Все монеты отчеканены на Московском Монетном дворе.
На реверсах монет изображены известные и отличившиеся участники Отечественной войны 1812 года. Среди изображённых на реверсах: 16 полководцев, из которых один — император Российской Империи и 2 девушки.
| Изображение | Описание | Примечание |
| ----------- | --- | --- |
|             | На лицевой стороне монеты в центре расположено обозначение номинала монеты в две строки «2 РУБЛЯ», ниже — надпись «БАНК РОССИИ», под ней год чеканки «2012», слева и справа — стилизованная ветка растения, в правой части монеты — товарный знак монетного двора. | Художник: A.В. Бакланов, народный художник России. |
|             | В центре диска — рельефное изображение портрета М.И. Кутузова в военном мундире, внизу по окружности на широкой ленте имеется надпись: «М. И. КУТУЗОВ». | - Страна: Российская Федерация - Название монеты: М. И. Кутузов, генерал-фельдмаршал - Дата выпуска: 1 августа 2012 года - Каталожный номер: 5710-0002 - Художник: A.Д. Щаблыкин. - Скульптор: Ф. С. Андронов. - Чеканка: Московский монетный двор (ММД). - Гурт: Прерывистое рифление.                   |
|             | | |
|             | В центре диска — рельефное изображение портрета М. Б. Барклая де Толли в военном мундире, внизу по окружности на широкой ленте имеется надпись: «М. Б. БАРКЛАЙ ДЕ ТОЛЛИ».                                                                                          | - Страна: Российская Федерация - Название монеты: М. Б. Барклай де Толли, генерал-фельдмаршал - Дата выпуска: 1 августа 2012 года - Каталожный номер: 5710-0003 - Художник: A.Д. Щаблыкин. - Скульптор: А. И. Молостов. - Чеканка: Московский монетный двор (ММД). - Гурт: Прерывистое рифление.          |
|             | | |
|             | В центре диска — рельефное изображение портрета П. И. Багратиона в военном мундире, внизу по окружности на широкой ленте имеется надпись: «П. И. БАГРАТИОН». | - Страна: Российская Федерация - Название монеты: П. И. Багратион, генерал от инфантерии - Дата выпуска: 1 августа 2012 года - Каталожный номер: 5710-0004 - Художник: A.Д. Щаблыкин. - Скульптор: Ф. С. Андронов. - Чеканка: Московский монетный двор (ММД). - Гурт: Прерывистое рифление.               |
|             | | |
|             | В центре диска — погрудный рельефный портрет Л. Л. Беннигсена в военном мундире, внизу у канта на широкой ленте — надпись: «Л. Л. БЕННИГСЕН». | - Страна: Российская Федерация - Название монеты: Л. Л. Беннигсен, генерал от кавалерии - Дата выпуска: 1 августа 2012 года - Каталожный номер: 5710-0005 - Художник: А. Д. Щаблыкин. - Скульптор: В. Б. Ананьин. - Чеканка: Московский монетный двор (ММД). - Гурт: Прерывистое рифление.                |
|             | | |
|             | В центре диска — погрудный рельефный портрет П. Х. Витгенштейна в военном мундире, внизу у канта на широкой ленте — надпись: «П. Х. ВИТГЕНШТЕЙН». | - Страна: Российская Федерация - Название монеты: П. Х. Витгенштейн, генерал-фельдмаршал - Дата выпуска: 1 августа 2012 года - Каталожный номер: 5710-0006 - Художник: А. Д. Щаблыкин. - Скульптор: Э. А. Тользин. - Чеканка: Московский монетный двор (ММД). - Гурт: Прерывистое рифление.               |
|             | | |
|             | В центре диска — погрудный рельефный портрет Д. В. Давыдова в военном мундире, внизу у канта на широкой ленте — надпись: «Д. В. ДАВЫДОВ». | - Страна: Российская Федерация - Название монеты: Д. В. Давыдов, генерал-лейтенант - Дата выпуска: 1 августа 2012 года - Каталожный номер: 5710-0007 - Художник: А. Д. Щаблыкин. - Скульптор: А. И. Молостов. - Чеканка: Московский монетный двор (ММД). - Гурт: Прерывистое рифление.                    |
|             | | |
|             | В центре диска — погрудный рельефный портрет Д. С. Дохтурова в военном мундире, внизу у канта на широкой ленте — надпись: «Д. С. ДОХТУРОВ». | - Страна: Российская Федерация - Название монеты: Д. С. Дохтуров, генерал от инфантерии - Дата выпуска: 1 августа 2012 года - Каталожный номер: 5710-0008 - Художник: А. Д. Щаблыкин. - Скульптор: Э. А. Тользин. - Чеканка: Московский монетный двор (ММД). - Гурт: Прерывистое рифление.                |
|             | | |
|             | В центре диска — погрудный рельефный портрет Н. А. Дуровой в военном мундире, внизу у канта на широкой ленте — надпись: «Н. А. ДУРОВА». | - Страна: Российская Федерация - Название монеты: Н.А Дурова, штабс-ротмистр - Дата выпуска: 1 августа 2012 года - Каталожный номер: 5710-0009 - Художник: А. Д. Щаблыкин. - Скульптор: Ф. С. Андронов, В. Б. Ананьин. - Чеканка: Московский монетный двор (ММД). - Гурт: Прерывистое рифление.           |
|             | | |
|             | В центре диска — погрудный рельефный портрет А. П. Ермолова в военном мундире, внизу у канта на широкой ленте — надпись: «А. П. ЕРМОЛОВ». | - Страна: Российская Федерация - Название монеты: А. П. Ермолов, генерал от инфантерии - Дата выпуска: 1 августа 2012 года - Каталожный номер: 5710-0010 - Художник: А. Д. Щаблыкин. - Скульптор: Э. А. Тользин. - Чеканка: Московский монетный двор (ММД). - Гурт: Прерывистое рифление.                 |
|             | | |
|             | В центре диска — погрудный рельефный портрет Василисы Кожиной, внизу у канта на широкой ленте — надпись: «ВАСИЛИСА КОЖИНА». | - Страна: Российская Федерация - Название монеты: Василиса Кожина, организатор партизанского движения - Дата выпуска: 1 августа 2012 года - Каталожный номер: 5710-0011 - Художник: А. Д. Щаблыкин. - Скульптор: А. И. Молостов. - Чеканка: Московский монетный двор (ММД). - Гурт: Прерывистое рифление. |
|             | | |
|             | В центре диска — погрудный рельефный портрет А. И. Кутайсова в военном мундире, внизу у канта на широкой ленте — надпись: «А. И. КУТАЙСОВ». | - Страна: Российская Федерация - Название монеты: А.И Кутайсов, генерал-майор - Дата выпуска: 1 августа 2012 года - Каталожный номер: 5710-0012 - Художник: А. Д. Щаблыкин. - Скульптор: В. Б. Ананьин. - Чеканка: Московский монетный двор (ММД). - Гурт: Прерывистое рифление.                          |
|             | | |
|             | В центре диска — погрудный рельефный портрет М. А. Милорадовича в военном мундире, внизу у канта на широкой ленте — надпись: «М. А. МИЛОРАДОВИЧ». | - Страна: Российская Федерация - Название монеты: М. А. Милорадович, генерал от инфантерии - Дата выпуска: 1 августа 2012 года - Каталожный номер: 5710-0013 - Художник: А. Д. Щаблыкин. - Скульптор: А. И. Молостов. - Чеканка: Московский монетный двор (ММД). - Гурт: Прерывистое рифление.            |
|             | | |
|             | В центре диска — погрудный рельефный портрет А. И. Остерман-Толстого в военном мундире, внизу у канта на широкой ленте — надпись: «А. И. ОСТЕРМАН-ТОЛСТОЙ». | - Страна: Российская Федерация - Название монеты: А. И. Остерман-Толстой, генерал от инфантерии - Дата выпуска: 1 августа 2012 года - Каталожный номер: 5710-0014 - Художник: А. Д. Щаблыкин. - Скульптор: А. И. Молостов. - Чеканка: Московский монетный двор (ММД). - Гурт: Прерывистое рифление.       |
|             | | |
|             | В центре диска — погрудный рельефный портрет Н. Н. Раевского в военном мундире, внизу у канта на широкой ленте — надпись: «Н. Н. РАЕВСКИЙ». | - Страна: Российская Федерация - Название монеты: Н. Н. Раевский, генерал от кавалерии - Дата выпуска: 1 августа 2012 года - Каталожный номер: 5710-0015 - Художник: А. Д. Щаблыкин. - Скульптор: В. Б. Ананьин. - Чеканка: Московский монетный двор (ММД). - Гурт: Прерывистое рифление.                 |
|             | | |
|             | В центре диска — погрудный рельефный портрет М. И. Платова в военном мундире, внизу у канта на широкой ленте — надпись: «М. И. ПЛАТОВ». | - Страна: Российская Федерация - Название монеты: М. И. Платов, генерал от кавалерии - Дата выпуска: 1 августа 2012 года - Каталожный номер: 5710-0016 - Художник: А. Д. Щаблыкин. - Скульптор: А. Н. Бессонов. - Чеканка: Московский монетный двор (ММД). - Гурт: Прерывистое рифление.                  |
|             | | |
|             | В центре диска — погрудный рельефный портрет императора Александра I, внизу у канта на широкой ленте — надпись: «ИМПЕРАТОР АЛЕКСАНДР I». | - Страна: Российская Федерация - Название монеты: Александр I, император - Дата выпуска: 1 августа 2012 года - Каталожный номер: 5710-0017 - Художник: А. Д. Щаблыкин. - Скульптор: А. Д. Щаблыкин. - Чеканка: Московский монетный двор (ММД). - Гурт: Прерывистое рифление.                              |

| Номинал | Качество      | Металл                                     | Диаметр, мм | Толщина, мм | Масса, г | Тираж, шт.                |
| ------- | ------------- | ------------------------------------------ | ----------- | ----------- | -------- | ------------------------- |
| 2 рубля | Анциркулейтед | сталь с никелевым гальваническим покрытием | 23,0        | 1,8         | 5,0      | 5 000 000 (каждой монеты) |